# Jembrana montana
Jembrana montana är en insektsart som beskrevs av William Lucas Distant 1908. Jembrana montana ingår i släktet Jembrana och familjen spottstritar. Inga underarter finns listade i Catalogue of Life.